# FIDE Women’s Grand Prix 2013–14
A FIDE Women’s Grand Prix 2013–14 egy kiemelt erősségű sakkversenysorozat nők számára a Nemzetközi Sakkszövetség (FIDE) szervezésében, amely hat versenyből állt. A versenysorozat a 2016-os női sakkvilágbajnokság kvalifikációs versenysorozatának egyik eleme, és győztese megmérkőzhet a regnáló világbajnokkal a világbajnoki címért. A győzelmet – sorrendben harmadszor – a verseny idején a világbajnoki címet is viselő kínai Hou Ji-fan szerezte meg. Mivel a kieséses rendszerű, 2015 tavaszán rendezett 2015-ös női sakkvilágbajnokságon nem indult el, így címét automatikusan elvesztette. A Grand Prix-győzelem révén azonban ismét visszaszerezheti azt a 2015-ös női sakkvilágbajnokkal, az ukrán Marija Muzicsukkal vívandó mérkőzésen.

## A versenysorozat
A versenysorozat hat versenyből állt, amelyek közül minden résztvevőnek négy versenyen kellett elindulnia. A versenysorozatra 18 versenyző kapott meghívást, közülük minden versenyen 12-en játszottak. A versenyek körmérkőzéses formában zajlottak.

### A versenyek helyszíne és időpontja
A versenyek tervezett helyszíne és időpontja eredetileg a következő volt:
- 2013. május 2–16. Genf, Svájc
- 2013. július 15–29. Dilijan, Örményország
- 2013. szeptember 17. – október 1. Taskent, Üzbegisztán
- 2014. április 8–22. Hanti-Manszijszk, Oroszország
- 2014. június 18. – július 2. Lopota Resort (Kaheti), Grúzia (az eredetileg tervezett helyszín, Tbiliszi helyett)[3]
- 2014. augusztus 24. – szeptember 7. Sardzsa, Egyesült Arab Emírségek (az eredetileg tervezett helyszín, Erdenet (Mongólia) helyett.[4]

### Az eredmények pontozása és a díjazás
A versenyeken elért helyezésekért előre meghatározott pontszám járt, és ezek összesített eredménye alapján hirdették ki a győztest és a helyezetteket. Holtverseny esetén a helyezéseknek megfelelő pontokat, illetve díjakat összeadták, és elosztották a holtversenyben végzettek számával. A négy versenyeredmény közül a legjobb hármat vették figyelembe. A versenysorozat végeredményét ennek figyelembe vételével a versenyeken összesen szerzett pontok adták. A versenysorozat végén az összesített eredmény alapján az első nyolc helyezett még külön díjazásban részesült.
| H. | Versenydíj euró | Végeredmény díj euró | Grand Prix pontok |
| -- | --------------- | -------------------- | ----------------- |
| 1  | 10 000          | 25 000               | 160               |
| 2  | 8 250           | 20 000               | 130               |
| 3  | 6 750           | 15 000               | 110               |
| 4  | 5 750           | 10 000               | 90                |
| 5  | 5 000           | 7 500                | 80                |
| 6  | 4 500           | 5 500                | 70                |
| 7  | 4 250           | 4 000                | 60                |
| 8  | 4 000           | 3 000                | 50                |
| 9  | 3 250           | –                    | 40                |
| 10 | 3 000           | –                    | 30                |
| 11 | 2 750           | –                    | 20                |
| 12 | 2 500           | –                    | 10                |

## A résztvevők

### A kvalifikációt szerzett versenyzők
A Nemzetközi Sakkszövetség (FIDE) 2011. júliusban nyilvánosságra hozta azoknak a versenyzőknek a névsorát, akik kvalifikációt szereztek a Grand Prix versenysorozatára.
| Versenyző               | Ország                         | Kvalifikáció                                                    |
| ----------------------- | ------------------------------ | --------------------------------------------------------------- |
| Anna Usenyina           | Ukrajna                        | 2012-es női sakkvilágbajnokság elődöntősei                      |
| Antoaneta Sztefanova    | Bulgária                       | 2012-es női sakkvilágbajnokság elődöntősei                      |
| Csü Ven-csün            | Kína                           | 2012-es női sakkvilágbajnokság elődöntősei                      |
| Drónavalli Hárika       | India                          | 2012-es női sakkvilágbajnokság elődöntősei                      |
| Polgár Judit            | Magyarország (nem indult)      | Élő-pontszám alapján (2012. március–2013. január közötti átlag) |
| Hou Ji-fan              | Kína                           | Élő-pontszám alapján (2012. március–2013. január közötti átlag) |
| Kónéru Hanpi            | India                          | Élő-pontszám alapján (2012. március–2013. január közötti átlag) |
| Anna Muzicsuk           | Szlovénia                      | Élő-pontszám alapján (2012. március–2013. január közötti átlag) |
| Csao Hszüe              | Kína                           | Élő-pontszám alapján (2012. március–2013. január közötti átlag) |
| Nana Dzagnidze          | Grúzia                         | Élő-pontszám alapján (2012. március–2013. január közötti átlag) |
| Katyerina Lahno         | Ukrajna                        | Élő-pontszám alapján (2012. március–2013. január közötti átlag) |
| Nagyezsda Koszinceva    | Oroszország                    | A FIDE-elnök szabadkártyájával                                  |
| Viktorija Čmilytė       | Litvánia                       | A FIDE-elnök szabadkártyájával                                  |
| Alekszandra Kosztyenyuk | Oroszország (Genf)             | A rendező városok szabadkártyásai                               |
| Elina Danielian         | Örményország (Dilijan)         | A rendező városok szabadkártyásai                               |
| Nafisa Muminova         | Üzbegisztán (Taskent)          | A rendező városok szabadkártyásai                               |
| Olga Girja              | Oroszország (Hanti-Manszijszk) | A rendező városok szabadkártyásai                               |
| Bela Kotenasvili        | Grúzia (Tbiliszi)              | A rendező városok szabadkártyásai                               |
| Batchimeg Tuvshintugs   | Mongólia (Erdenet)             | A rendező városok szabadkártyásai                               |

A kvalifikációt szerzett versenyzők közül Polgár Judit deklaráltan soha nem indult a női sakkvilágbajnoki címért, így ezen a versenyen sem. Nagyezsda Koszinceva helyett a versenysorozaton testvére, az első tartalék Tatyjana Koszinceva vett részt.

## A versenyek eredményei

### Genf 2013
| H. | Versenyző               | Ország      | Élő-p. | 1 | 2 | 3 | 4 | 5 | 6 | 7 | 8 | 9 | 10 | 11 | 12 | Pont | Ee[9] | Nyert | SB    | Telj.érték | GP-pont |
| -- | ----------------------- | ----------- | ------ | - | - | - | - | - | - | - | - | - | -- | -- | -- | ---- | ----- | ----- | ----- | ---------- | ------- |
| 1  | Bela Kotenasvili        | Grúzia      | 2505   | X | ½ | 0 | 1 | 1 | ½ | 1 | 0 | 1 | 1  | 1  | 1  | 8.0  | 0     | 7     | 39.75 | 2681       | 160     |
| 2  | Anna Muzicsuk           | Szlovénia   | 2585   | ½ | X | 1 | ½ | ½ | ½ | ½ | 1 | ½ | ½  | 1  | 1  | 7.5  | 0     | 4     | 37.75 | 2636       | 130     |
| 3  | Tatyjana Koszinceva     | Oroszország | 2517   | 1 | 0 | X | ½ | 0 | ½ | 1 | ½ | ½ | 1  | ½  | 1  | 6.5  | 0.5   | 4     | 33.00 | 2573       | 100     |
| 4  | Nana Dzagnidze          | Grúzia      | 2545   | 0 | ½ | ½ | X | 1 | ½ | 0 | 1 | ½ | ½  | 1  | 1  | 6.5  | 0.5   | 4     | 31.25 | 2571       | 100     |
| 5  | Csü Ven-csün            | Kína        | 2544   | 0 | ½ | 1 | 0 | X | 1 | ½ | ½ | 0 | ½  | 1  | 1  | 6.0  | 1     | 4     | 29.25 | 2540       | 75      |
| 6  | Anna Usenyina           | Ukrajna     | 2491   | ½ | ½ | ½ | ½ | 0 | X | ½ | 1 | 1 | ½  | ½  | ½  | 6.0  | 0     | 2     | 32.00 | 2543       | 75      |
| 7  | Katyerina Lahno         | Ukrajna     | 2548   | 0 | ½ | 0 | 1 | ½ | ½ | X | 0 | 1 | ½  | ½  | 1  | 5.5  | 0     | 3     | 27.25 | 2508       | 60      |
| 8  | Hou Ji-fan              | Kína        | 2617   | 1 | 0 | ½ | 0 | ½ | 0 | 1 | X | ½ | 1  | 0  | ½  | 5.0  | 0.5   | 3     | 27.75 | 2470       | 4       |
| 9  | Alekszandra Kosztyenyuk | Oroszország | 2491   | 0 | ½ | ½ | ½ | 1 | 0 | 0 | ½ | X | ½  | 1  | ½  | 5.0  | 0.5   | 2     | 25.50 | 2481       | 45      |
| 10 | Viktorija Čmilytė       | Litvánia    | 2522   | 0 | ½ | 0 | ½ | ½ | ½ | ½ | 0 | ½ | X  | ½  | 1  | 4.5  | 0     | 1     | 22.00 | 2446       | 30      |
| 11 | Batchimeg Tuvshintugs   | Mongólia    | 2298   | 0 | 0 | ½ | 0 | 0 | ½ | ½ | 1 | 0 | ½  | X  | ½  | 3.5  | 0     | 1     | 17.25 | 2397       | 20      |
| 12 | Olga Girja              | Oroszország | 2463   | 0 | 0 | 0 | 0 | 0 | ½ | 0 | ½ | ½ | 0  | ½  | X  | 2.0  | 0     | 0     | 9.75  | 2254       | 10      |
Bela Kotenasvili nyerte az első Grand Prix versenyt, és harmadszor teljesítette a nagymesteri normát.

### Dilijan 2013
| H. | Versenyző             | Ország       | Élő-p. | 1 | 2 | 3 | 4 | 5 | 6 | 7 | 8 | 9 | 10 | 11 | 12 | Pont | Ee[9] | Nyert | SB    | Telj.érték | GP-pont |
| -- | --------------------- | ------------ | ------ | - | - | - | - | - | - | - | - | - | -- | -- | -- | ---- | ----- | ----- | ----- | ---------- | ------- |
| 1  | Kónéru Hanpi          | India        | 2597   | X | 1 | ½ | 1 | ½ | 1 | 1 | ½ | ½ | ½  | 1  | ½  | 8.0  | 0     | 5     | 42.75 | 2667       | 160     |
| 2  | Anna Muzicsuk         | Szlovénia    | 2593   | 0 | X | 1 | 1 | ½ | ½ | 1 | ½ | ½ | ½  | 1  | ½  | 7.0  | 1     | 4     | 36.75 | 2594       | 120     |
| 3  | Nana Dzagnidze        | Grúzia       | 2550   | 0 | ½ | X | 0 | ½ | ½ | 1 | 1 | 1 | 1  | ½  | 1  | 7.0  | 0     | 5     | 34.50 | 2598       | 120     |
| 4  | Tatyjana Koszinceva   | Oroszország  | 2526   | 0 | 0 | 1 | X | 0 | 0 | 1 | 1 | ½ | 1  | ½  | 1  | 6.0  | 0     | 5     | 30.00 | 2534       | 90      |
| 5  | Anna Usenyina         | Ukrajna      | 2499   | ½ | ½ | ½ | 1 | X | ½ | ½ | ½ | ½ | ½  | 0  | ½  | 5.5  | 0     | 1     | 31.00 | 2505       | 80      |
| 6  | Antoaneta Sztefanova  | Bulgária     | 2531   | 0 | 0 | ½ | 1 | ½ | X | ½ | ½ | 1 | 0  | ½  | ½  | 5.0  | 1     | 2     | 26.00 | 2471       | 60      |
| 7  | Batchimeg Tuvshintugs | Mongólia     | 2316   | 0 | ½ | 0 | 0 | ½ | ½ | X | ½ | 1 | 1  | ½  | ½  | 5.0  | 1     | 2     | 24.50 | 2490       | 60      |
| 8  | Drónavalli Hárika     | India        | 2492   | ½ | ½ | 0 | 0 | ½ | ½ | ½ | X | ½ | ½  | 1  | ½  | 5.0  | 1     | 1     | 26.25 | 2474       | 60      |
| 9  | Olga Girja            | Oroszország  | 2436   | ½ | ½ | 0 | ½ | ½ | 0 | 0 | ½ | X | ½  | 1  | ½  | 4.5  | 1.5   | 1     | 24.50 | 2447       | 30      |
| 10 | Viktorija Čmilytė     | Litvánia     | 2511   | ½ | 0 | 0 | 0 | 1 | 1 | 0 | ½ | ½ | X  | ½  | ½  | 4.5  | 1     | 2     | 23.50 | 2440       | 30      |
| 11 | Elina Danielian       | Örményország | 2475   | 0 | ½ | ½ | ½ | ½ | ½ | ½ | 0 | 0 | ½  | X  | 1  | 4.5  | 0.5   | 1     | 24.00 | 2444       | 30      |
| 12 | Bela Kotenasvili      | Grúzia       | 2531   | ½ | ½ | 0 | 0 | ½ | ½ | ½ | ½ | ½ | ½  | 0  | X  | 4.0  | 0     | 0     | 22.25 | 2405       | 10      |

### Taskent 2013
| H. | Versenyző               | Ország       | Élő-p. | 1 | 2 | 3 | 4 | 5 | 6 | 7 | 8 | 9 | 10 | 11 | 12 | Pont | SB    | Telj.érték | GP-pont |
| -- | ----------------------- | ------------ | ------ | - | - | - | - | - | - | - | - | - | -- | -- | -- | ---- | ----- | ---------- | ------- |
| 1  | Kónéru Hanpi            | India        | 2607   | X | 0 | ½ | ½ | 1 | 1 | 1 | ½ | 1 | ½  | 1  | 1  | 8.0  | 39.25 | 2637       | 160     |
| 2  | Bela Kotenasvili        | Grúzia       | 2514   | 1 | X | ½ | 0 | 1 | 0 | 0 | 1 | ½ | 1  | 1  | 1  | 7.0  | 35.00 | 2572       | 120     |
| 3  | Katyerina Lahno         | Ukrajna      | 2532   | ½ | ½ | X | ½ | 0 | ½ | 1 | ½ | 1 | 1  | ½  | 1  | 7.0  | 34.50 | 2571       | 120     |
| 4  | Drónavalli Hárika       | India        | 2475   | ½ | 1 | ½ | X | 0 | ½ | 0 | 1 | 1 | ½  | 1  | ½  | 6.5  | 34.00 | 2543       | 85      |
| 5  | Csao Hszüe              | Kína         | 2533   | 0 | 0 | 1 | 1 | X | 0 | 1 | 1 | 0 | 1  | 1  | ½  | 6.5  | 32.75 | 2533       | 85      |
| 6  | Csü Ven-csün            | Kína         | 2535   | 0 | 1 | ½ | ½ | 1 | X | ½ | ½ | ½ | 1  | 0  | ½  | 6.0  | 33.50 | 2505       | 70      |
| 7  | Alekszandra Kosztyenyuk | Oroszország  | 2495   | 0 | 1 | 0 | 1 | 0 | ½ | X | 0 | ½ | ½  | 1  | 1  | 5.5  | 25.75 | 2477       | 55      |
| 8  | Olga Girja              | Oroszország  | 2439   | ½ | 0 | ½ | 0 | 0 | ½ | 1 | X | ½ | ½  | 1  | 1  | 5.5  | 25.25 | 2482       | 55      |
| 9  | Elina Danielian         | Örményország | 2470   | 0 | ½ | 0 | 0 | 1 | ½ | ½ | ½ | X | ½  | ½  | 1  | 5.0  | 23.75 | 2448       | 40      |
| 10 | Antoaneta Sztefanova    | Bulgária     | 2496   | ½ | 0 | 0 | ½ | 0 | 0 | ½ | ½ | ½ | X  | 1  | 1  | 4.5  | 19.75 | 2413       | 30      |
| 11 | Nafisa Muminova         | Üzbegisztán  | 2293   | 0 | 0 | ½ | 0 | 0 | 1 | 0 | 0 | ½ | 0  | X  | 1  | 3.0  | 13.50 | 2325       | 20      |
| 12 | Guliskhan Nakhbayeva    | Kazahsztán   | 2307   | 0 | 0 | 0 | ½ | ½ | ½ | 0 | 0 | 0 | 0  | 0  | X  | 1.5  | 9.50  | 2173       | 10      |

### Hanti-Manszijszk 2014
| H. | Versenyző               | Ország      | Élő-p. | 1 | 2 | 3 | 4 | 5 | 6 | 7 | 8 | 9 | 10 | 11 | 12 | Pont | SB    | Telj.érték | GP-pont |
| -- | ----------------------- | ----------- | ------ | - | - | - | - | - | - | - | - | - | -- | -- | -- | ---- | ----- | ---------- | ------- |
| 1  | Hou Ji-fan              | Kína        | 2618   | X | 1 | ½ | ½ | ½ | 1 | ½ | ½ | 1 | 1  | 1  | 1  | 8.5  | 43.00 | 2695       | 160     |
| 2  | Olga Girja              | Oroszország | 2450   | 0 | X | 1 | 0 | 1 | 1 | ½ | 1 | ½ | ½  | 1  | ½  | 7.0  | 35.50 | 2602       | 130     |
| 3  | Alekszandra Kosztyenyuk | Oroszország | 2527   | ½ | 0 | X | ½ | 1 | 1 | ½ | ½ | ½ | 1  | 0  | 1  | 6.5  | 34.00 | 2558       | 110     |
| 4  | Katyerina Lahno         | Ukrajna     | 2543   | ½ | 1 | ½ | X | ½ | ½ | ½ | 0 | 1 | ½  | ½  | ½  | 6.0  | 33.50 | 2527       | 85      |
| 5  | Anna Muzicsuk           | Szlovénia   | 2560   | ½ | 0 | 0 | ½ | X | ½ | ½ | 1 | ½ | 1  | ½  | 1  | 6.0  | 29.50 | 2526       | 85      |
| 6  | Nana Dzagnidze          | Grúzia      | 2550   | 0 | 0 | 0 | ½ | ½ | X | 1 | 0 | ½ | 1  | 1  | 1  | 5.5  | 25.00 | 2491       | 65      |
| 7  | Antoaneta Sztefanova    | Bulgária    | 2489   | ½ | ½ | ½ | ½ | ½ | 0 | X | 0 | 1 | 1  | ½  | ½  | 5.5  | 29.50 | 2496       | 65      |
| 8  | Csao Hszüe              | Kína        | 2552   | ½ | 0 | ½ | 1 | 0 | 1 | 1 | X | ½ | 0  | ½  | 0  | 5.0  | 28.75 | 2454       | 45      |
| 9  | Anna Usenyina           | Ukrajna     | 2501   | 0 | ½ | ½ | 0 | ½ | ½ | 0 | ½ | X | 1  | 1  | ½  | 5.0  | 24.25 | 2459       | 40      |
| 10 | Nafisa Muminova         | Üzbegisztán | 2321   | 0 | 0 | 1 | ½ | ½ | 0 | ½ | ½ | 0 | X  | 1  | 1  | 4.0  | 18.50 | 2409       | 30      |
| 11 | Tatyjana Koszinceva     | Oroszország | 2496   | 0 | 0 | 1 | ½ | ½ | 0 | ½ | ½ | 0 | 0  | X  | ½  | 3.5  | 19.50 | 2363       | 15      |
| 12 | Batchimeg Tuvshintugs   | Mongólia    | 2340   | 0 | ½ | 0 | ½ | 0 | 0 | ½ | 1 | ½ | 0  | ½  | X  | 3.5  | 18.50 | 2377       | 15      |
Olga Girja ezen a tornán teljesítette utolsó nagymesteri normáját.

### Lopota 2014
| H. | Versenyző               | Ország       | Élő-p. | 1 | 2 | 3 | 4 | 5 | 6 | 7 | 8 | 9 | 10 | 11 | 12 | Pont | Ee[9] | Nyert | SB    | Telj.érték | GP-pont |
| -- | ----------------------- | ------------ | ------ | - | - | - | - | - | - | - | - | - | -- | -- | -- | ---- | ----- | ----- | ----- | ---------- | ------- |
| 1  | Hou Ji-fan              | Kína         | 2629   | X | 1 | ½ | 1 | 1 | ½ | 1 | ½ | ½ | 1  | 1  | 1  | 9.0  | 0     | 7     | 45.00 | 2773       | 160     |
| 2  | Csü Ven-csün            | Kína         | 2532   | 0 | X | 1 | ½ | 1 | ½ | 1 | ½ | 1 | ½  | 0  | 1  | 7.0  | 1     | 5     | 34.75 | 2622       | 120     |
| 3  | Elina Danielian         | Örményország | 2460   | ½ | 0 | X | ½ | ½ | ½ | 1 | 1 | 0 | 1  | ½  | 1  | 7.0  | 0     | 4     | 34.00 | 2628       | 120     |
| 4  | Nana Dzagnidze          | Grúzia       | 2541   | 0 | ½ | ½ | X | 0 | ½ | ½ | 1 | ½ | 1  | 1  | 1  | 6.5  | 0     | 4     | 29.00 | 2584       | 90      |
| 5  | Antoaneta Sztefanova    | Bulgária     | 2488   | 0 | 0 | ½ | 1 | X | ½ | ½ | 0 | 1 | 1  | ½  | 1  | 6.0  | 0.5   | 4     | 27.75 | 2560       | 75      |
| 6  | Drónavalli Hárika       | India        | 2503   | ½ | ½ | ½ | ½ | ½ | X | ½ | 0 | 1 | ½  | ½  | 1  | 6.0  | 0.5   | 2     | 30.75 | 2558       | 75      |
| 7  | Anna Muzicsuk           | Ukrajna      | 2561   | 0 | 0 | 0 | ½ | ½ | ½ | X | ½ | 1 | ½  | 1  | 1  | 5.5  | 1.5   | 3     | 23.75 | 2517       | 50      |
| 8  | Kónéru Hanpi            | India        | 2613   | ½ | ½ | 0 | 0 | 1 | 1 | ½ | X | ½ | ½  | 0  | 1  | 5.5  | 1.0   | 3     | 28.75 | 2512       | 50      |
| 9  | Alekszandra Kosztyenyuk | Oroszország  | 2532   | ½ | 1 | ½ | ½ | 0 | 0 | 0 | ½ | X | ½  | 1  | 1  | 5.5  | 0.5   | 3     | 27.25 | 2520       | 50      |
| 10 | Csao Hszüe              | Kína         | 2538   | 0 | 0 | 0 | 0 | 0 | ½ | ½ | ½ | ½ | X  | ½  | 1  | 3.5  | 0     | 1     | 14.25 | 2386       | 30      |
| 11 | Bela Kotenasvili        | Grúzia       | 2518   | 0 | ½ | 0 | 0 | 0 | 0 | 0 | 1 | 0 | 1  | X  | ½  | 3.0  | 0     | 1     | 16.75 | 2346       | 20      |
| 12 | Nafisa Muminova         | Üzbegisztán  | 2332   | 0 | ½ | 0 | 0 | 0 | 0 | 0 | 0 | 0 | 0  | 1  | X  | 1.5  | 0     | 1     | 6.50  | 2229       | 10      |

### Sardzsa 2014
| H. | Versenyző             | Ország       | Élő-p. | 1 | 2 | 3 | 4 | 5 | 6 | 7 | 8 | 9 | 10 | 11 | 12 | Pont | Élő-vált. | Telj.érték | GP-pont |
| -- | --------------------- | ------------ | ------ | - | - | - | - | - | - | - | - | - | -- | -- | -- | ---- | --------- | ---------- | ------- |
| 1  | Csü Ven-csün          | Kína         | 2559   | X | ½ | 1 | ½ | 1 | ½ | 1 | ½ | 1 | ½  | 1  | 1  | 8.5  | +19       | 2696       | 145     |
| 2  | Hou Ji-fan            | Kína         | 2661   | ½ | X | ½ | ½ | 1 | ½ | 1 | ½ | 1 | 1  | 1  | 1  | 8.5  | +4        | 2687       | 145     |
| 3  | Drónavalli Hárika     | India        | 2521   | 0 | ½ | X | 1 | ½ | ½ | 1 | 1 | 0 | 1  | ½  | 1  | 7.0  | +5        | 2551       | 87.5    |
| 4  | Csao Hszüe            | Kína         | 2508   | 0 | ½ | ½ | X | 0 | ½ | ½ | 1 | ½ | 1  | 1  | 1  | 6.5  | +7        | 2552       | 87.5    |
| 5  | Anna Usenyina         | Ukrajna      | 2487   | 0 | 0 | ½ | 1 | X | ½ | ½ | 0 | 1 | 1  | ½  | 1  | 6.0  | +11       | 2554       | 87.5    |
| 6  | Batchimeg Tuvshintugs | Mongólia     | 2346   | ½ | ½ | ½ | ½ | ½ | X | ½ | 0 | 1 | ½  | ½  | 1  | 6.0  | +64       | 2567       | 87.5    |
| 7  | Kónéru Hanpi          | India        | 2598   | 0 | 0 | 0 | ½ | ½ | ½ | X | ½ | 1 | ½  | 1  | 1  | 5.5  | -17       | 2481       | 60      |
| 8  | Elina Danielian       | Örményország | 2490   | ½ | ½ | 0 | 0 | 1 | 1 | ½ | X | ½ | ½  | 0  | 1  | 5.5  | -5        | 2459       | 50      |
| 9  | Tatyjana Koszinceva   | Oroszország  | 2494   | ½ | 1 | ½ | ½ | 0 | 0 | 0 | ½ | X | ½  | 1  | 1  | 5.5  | -10       | 2427       | 40      |
| 10 | Csu Csen              | Katar        | 2461   | 0 | 0 | 0 | 0 | 0 | ½ | ½ | ½ | ½ | X  | ½  | 1  | 3.5  | -15       | 2361       | 30      |
| 11 | Nafisa Muminova       | Üzbegisztán  | 2315   | 0 | ½ | 0 | 0 | 0 | 0 | 0 | 1 | 0 | 1  | X  | ½  | 3.0  | +2        | 2336       | 20      |
| 12 | Alina l'Ami           | Románia      | 2446   | 0 | ½ | 0 | 0 | 0 | 0 | 0 | 0 | 0 | 0  | 1  | X  | 1.5  | -33       | 2174       | 10      |
Batchimeg Tuvshintugs első nagymesteri normáját teljesítette.

## A végeredmény
A táblázatban vastag betűvel jelölve az első helyezés utáni pontszámok, a zárójelben a végső pontszámban figyelmen kívül hagyott leggyengébb eredmény.
| H. | Versenyző               | Ország       | Élő-p. (2014. júl.) | Genf | Dilijan | Taskent | Hanti-Manszijszk | Lopota | Sardzsa | Verseny | Legjobb 3 |
| -- | ----------------------- | ------------ | ------------------- | ---- | ------- | ------- | ---------------- | ------ | ------- | ------- | --------- |
| 1  | Hou Ji-fan              | Kína         | 2629                | (45) |         |         | 160              | 160    | 145     | 4       | 465       |
| 2  | Kónéru Hanpi            | India        | 2613                |      | 160     | 160     |                  | (50)   | 60      | 4       | 380       |
| 3  | Csü Ven-csün            | Kína         | 2538                | 75   |         | (70)    |                  | 120    | 145     | 4       | 340       |
| 4  | Anna Muzicsuk           | Szlovénia    | 2561                | 130  | 120     |         | 85               | (50)   |         | 4       | 335       |
| 5  | Nana Dzagnidze          | Grúzia       | 2541                | 100  | 120     |         | (65)             | 90     |         | 4       | 310       |
| 6  | Bela Kotenasvili        | Grúzia       | 2518                | 160  | (10)    | 120     |                  | 20     |         | 4       | 300       |
| 7  | Katyerina Lahno         | Oroszország  | 2540                | 60   |         | 120     | 85               |        |         | 3       | 265       |
| 8  | Drónavalli Hárika       | India        | 2513                |      | (60)    | 85      |                  | 75     | 87.5    | 4       | 247.5     |
| 9  | Anna Usenyina           | Ukrajna      | 2488                | 75   | 80      |         | (45)             |        | 87.5    | 4       | 242.5     |
| 10 | Tatyjana Koszinceva     | Oroszország  | 2476                | 100  | 90      |         | (15)             |        | 40      | 4       | 230       |
| 11 | Csao Hszüe              | Kína         | 2542                |      |         | 85      | 45               | (30)   | 87.5    | 4       | 217.5     |
| 12 | Alekszandra Kosztyenyuk | Oroszország  | 2533                | (45) |         | 55      | 110              | 50     |         | 4       | 215       |
| 12 | Olga Girja              | Oroszország  | 2493                | (10) | 30      | 55      | 130              |        |         | 4       | 215       |
| 14 | Elina Danielian         | Örményország | 2458                |      | (30)    | 40      |                  | 120    | 50      | 4       | 210       |
| 15 | Antoaneta Sztefanova    | Bulgária     | 2488                |      | 60      | (30)    | 65               | 75     |         | 4       | 200       |
| 16 | Batchimeg Tuvshintugs   | Mongólia     | 2346                | 20   | 60      |         | (15)             |        | 87.5    | 4       | 167.5     |
| 17 | Nafisa Muminova         | Üzbegisztán  | 2332                |      |         | 20      | 30               | (10)   | 20      | 4       | 70        |
| 18 | Viktorija Čmilytė       | Litvánia     | 2525                | 30   | 30      |         |                  |        |         | 2       | 60        |
| 19 | Csu Csen                | Katar        | 2461                |      |         |         |                  |        | 30      | 1       | 30        |
| 20 | Guliskhan Nakhbayeva    | Kazahsztán   | 2300                |      |         | 10      |                  |        |         | 1       | 10        |
| 20 | Alina L'Ami             | Románia      | 2446                |      |         |         |                  |        | 10      | 1       | 10        |

Megjegyzések
- Nagyezsda Koszinceva visszalépett a versenytől, és helyette a következő legmagasabb Élő-pontszámú, kvalifikációt még nem szerzett versenyző, Tatyjana Koszinceva indulhatott.[12]
- Viktorija Čmilytė betegség miatt nem indult a taskenti versenyen, helyette a kazah Guliskhan Nakhbayeva játszott.[13]
- Hanti-Manszijszkban Antoaneta Sztefanova helyett Elina Danielian játszott.
- Alekszandra Kosztyenyuk és Katyerina Lahno helyet cseréltek az ötödik és hatodik versenyen.[14]
- A hatodik versenyen Viktorija Čmilytė és Katyerina Lahno helyett Alina L'Ami és Csu Csen játszott.